# NGC 1049
NGC 1049 (również Fornax 3 lub ESO 356-SC3) – gromada kulista znajdująca się w gwiazdozbiorze Pieca. Została odkryta 19 października 1835 roku przez Johna Herschela. NGC 1049 jest najjaśniejszą gromadą kulistą Karła Pieca, który jest galaktyką satelitarną Drogi Mlecznej.